# Perdreauville
Perdreauville là một xã của Pháp, nằm ở tỉnh Yvelines trong vùng Île-de-France.
Người dân ở đây trong tiếng Pháp gọi là Perdreauvillois.
Perdreauville nằm trên cao nguyên Mantois, cự ly khoảng 8 km về phía tây nam Mantes-la-Jolie và 12 km về phía nam thủ phủ tổng Bonnières-sur-Seine.
Các xã giáp ranh gồm: Rosny-sur-Seine về phía bắc, Jouy-Mauvoisin và Fontenay-Mauvoisin về phía đông, Favrieux về phía tây nam, Le Tertre-Saint-Denis về phía nam, Ménerville về phía tây nam, Boissy-Mauvoisin về phía tây và Bréval và Saint-Illiers-la-Ville về phía tây bắc.

## Biến động dân số
| 1793 | 1800 | 1806 | 1821 | 1831 | 1836 | 1841 | 1846 | 1851 |
| ---- | ---- | ---- | ---- | ---- | ---- | ---- | ---- | ---- |
| 420  | 399  | 419  | 488  | 508  | 502  | 465  | 486  | 434  |

| 1856 | 1861 | 1866 | 1872 | 1876 | 1881 | 1886 | 1891 | 1896 |
| ---- | ---- | ---- | ---- | ---- | ---- | ---- | ---- | ---- |
| 431  | 448  | 379  | 365  | 351  | 347  | 361  | 342  | 350  |

| 1901 | 1906 | 1911 | 1921 | 1926 | 1931 | 1936 | 1946 | 1954 |
| ---- | ---- | ---- | ---- | ---- | ---- | ---- | ---- | ---- |
| 322  | 327  | 325  | 252  | 283  | 293  | 268  | 287  | 257  |

| 1962                                         | 1968 | 1975 | 1982 | 1990 | 1999 | - | - | - |
| -------------------------------------------- | ---- | ---- | ---- | ---- | ---- | - | - | - |
| 211                                          | 213  | 270  | 369  | 401  | 536  | - | - | - |
| Số liệu kể từ 1962 : dân số không tính trùng |      |      |      |      |      |   |   |   |

## Hành chính
| Danh sách các thị trưởng               |           |                   |      |         |
| Giai đoạn                              | Giai đoạn | Tên               | Đảng | Tư cách |
| 2001                                   | 2008      | Robert Colas      |      |         |
| 2008                                   | 2014      | Suzanne Bieuville |      |         |
| Tất cả các dữ liệu trước đây không rõ. |           |                   |      |         |